# Cosmocomopsis
Cosmocomopsis  (лат.) — род хальцидоидных наездников из семейства Mymaridae (Gonatocerini). 3 вида.

## Распространение
Мадагаскар.

## Описание
Мелкие хальцидоидные наездники желтовато-коричневого цвета.
Длина тела: 1,56—2,38 мм. Типовой вид был выращен из яиц прямокрылых насекомых (Orthoptera) (Risbec 1955), обнаруженных на паслёновых растениях «Seva» (местное название для Solanum mauritanum Scopoli, Solanaceae), натурализованных на Мадагаскаре и имеющих южно-американское происхождение.

## Систематика
Небольшой род мимарид (Mymaridae). Впервые был выделен в 2015 году в ходе реклассификации родов близких к Gonatocerus канадским энтомологом Джоном Хубером (John T. Huber; Natural Resources Canada c/o Canadian National Collection of Insects, Оттава, Канада). В составе трибы Gonatocerini таксон Cosmocomopsis наиболее близок к родам Lymaenon и Gahanopsis.
- Cosmocomopsis flopsis Huber, 2015[1]
- Cosmocomopsis mopsis Huber, 2015[1]
- Cosmocomopsis sevae (Risbec)[1]
  - = Ooctonus sevae Risbec, 1955[2]